# Arsuup Uummannaa
Arsuup Uummannaa es una isla de 2,7 kilómetros cuadrados situada en Groenlandia. Se encuentra en el municipio de Sermersooq, en la parte sur de Groenlandia, a 400 km al sur de la capital, Nuuk.
El terreno en Arsuup Uummannaa es muy accidentado. La cima de la isla está a 498 metros sobre el nivel del mar. Se extiende 2.6 kilómetros en dirección norte-sur y 1.7 kilómetros en dirección este-oeste.